# لاتویا: بزرگ شدن در خانواده جکسون
لاتویا: بزرگ شدن در خانواده جکسون (انگلیسی: La Toya: Growing up in the Jackson Family) یک کتاب زندگی‌نامه‌ای است که توسط خواننده آمریکایی لاتویا جکسون نوشته شده است و توسط نویسنده زندگی‌نامه مشهور، پاتریشیا رومانوفسکی، نوشته شده است. این کتاب در ابتدا در ۷ فوریه ۱۹۹۱ منتشر شد، تقریباً همزمان با هفتمین آلبوم استودیویی جکسون به نام بدون رابطه.
در این زندگی‌نامه، جکسون پدرش، جوزف، را به کودک‌آزاری متهم می‌کند و به جزئیات زندگی شخصی خواهر و برادران فوق‌ستاره‌اش مایکل و جنت و همچنین مبارزه جرمین، رندی، تیتو و ربی جکسون در کانون توجه می‌پردازد. کاترین جکسون و جوزف در ابتدا تمام اتهامات او را رد کردند. با این حال، مایکل در نمایش اپرا وینفری در سال ۱۹۹۳ تأیید کرد که ضرب و شتم جوزف همان‌قدر افراطی بود که لاتویا ادعا کرده. در زمان نگارش کتاب، جکسون با جک گوردون، ازدواج کرده بود، لاتویا اکنون او را متهم می‌کند که داستان‌های خود را در زندگی‌نامه‌اش وارد کرده است تا خانواده‌اش را شرمنده کند و او را «ملکه درام» جلوه دهد. جکسون در اواخر دهه ۱۹۹۰ پس از ترک گوردون به خانواده‌اش پیوست. او در مصاحبه با لری کینگ در سال ۲۰۰۳، گفت که با احترام عذرخواهی پدرش را به خاطر رفتاری که با او و خواهر و برادرش در دوران کودکی داشت، پذیرفت. این زندگی‌نامه، با عناوین مختلف در طول دهه ۱۹۹۰ دوباره منتشر شد. نسخه اصلی جلد گالینگور، چندین هفته در صدر فهرست پرفروش‌ترین‌های نیویورک تایمز قرار داشت. در هفته‌های منتهی به انتشار کتاب، گوردون از ترس اینکه خانواده جکسون قصد خرابکاری در پروژه را داشته باشند، دستور داد که در یک انبار با امنیت بالا نگهداری شود.

## منبع
1. ↑  «Church of La Toya - www.churchoflatoya.com». web.archive.org. ۲۰۰۷-۰۹-۲۸. بایگانی‌شده از اصلی در ۲۸ سپتامبر ۲۰۰۷. دریافت‌شده در ۲۰۲۳-۰۲-۲۲.
2. ↑  «Church of La Toya - www.churchoflatoya.com». web.archive.org. ۲۰۰۷-۰۹-۲۸. بایگانی‌شده از اصلی در ۲۸ سپتامبر ۲۰۰۷. دریافت‌شده در ۲۰۲۳-۰۲-۲۲.
3. ↑  «Church of La Toya - www.churchoflatoya.com». web.archive.org. ۲۰۰۷-۰۹-۲۸. بایگانی‌شده از اصلی در ۲۸ سپتامبر ۲۰۰۷. دریافت‌شده در ۲۰۲۳-۰۲-۲۲.

‌